# Бикини (купаћи костим)
Бикини је термин који се користи за женски купаћи костим из два дела.

## Историја
Име је добио по коралном острву Бикини у групи Маршалских острва у Тихом океану, на коме су Американци извели прво у низу нуклеарних проби и бацили трећу по реду атомску бомбу 1. јула 1946. Бикини је био први женски купаћи костим из два дела, који је разоткривао пупак, део тела који се жене дотад нису усуђивале да покажу. Појава бикинија представља значајан догађај и револуционарну промену у историји моде, као и потврду да женино тело припада самој жени.
Четири дана након почетка нуклеарних проби, 5. јула 1946, у нади да ће његова креација имати једнако експлозиван ефекат, као и атомска бомба, Луј Реар (фр. Louis Reard), аутомобилски инжењер, чија је породица поседовала бутик доњег веша, представио је бикини на базену „Молитор”, у Паризу. Мада је Реаров ривал, дизајнер Жак Еим, такође Француз, још пет месеци раније представио дводелни купаћи костим за плажу по имену „Атом”, као најмањи купаћи костим, бикини је био још мањи.
Пошто није успео да нађе ниједну манекенку, која би носила бикини, Реарову креацију је представила 19-годишња Мишелин Бернардини, стриптизета у Париском казину. На промоцији, како би оставио још јачи утисак на публику, Реар је бикини провукао кроз своју бурму. Бикини се продавао у амбалажи нешто већој од кутије шибица.
Исто као и нуклеарне пробе тих дана, и бикини се врло брзо нашао на насловним страницама свих светских новина, изазвао је велики скандал и осуде у друштву. Владе Италије, Шпаније, Белгије, Немачке су под притиском католичке цркве забраниле његову продају. На избору за Мис света 1951, такође је забрањено ношење бикинија. У Француској је бикини био забрањен на плажама Атлантика, али је могао да се носи на Медитерану.
Масовније је прихваћен тек 1953. године, када је Брижит Бардо на фестивалу у Кану позирала фоторепортерима у белом бикинију испред хотела „Карлтон”. Жене су након тога почеле све више да откривају своје тело и да се сунчају.
Током 1960-их година, глумице су се у све већем броју појављивале у бикинију, посебно је упамћена Урзула Андрес, у филму о Џејмсу Бонду „Доктор Но” из 1962.
Временом је бикини постајао све мањи, средином шездесетих лансиран је и монокини. Даљи историјски развој овог купаћег костима је еволуирао у тангу.

## Галерија
- Бикини у принту заставе САД
- Црвени бикини
- Горњи део бикинија
- Девојка позира у жутом бикинију, средина 1980-их
- Плави бикини, 2016
- Црни бикини (у центру)
- Девојке у бикини костимима на каро и туфне.
- Бикини из 70-их година.